# Thara Himalaya
Thara Himalaya (tiếng Thái: ธาราหิมาลัย; RTGS: Thara Himalai) là bộ phim truyền hình Thái Lan nằm trong bộ Series 4 phần Bốn trái tim của núi năm 2010, phim được phát sóng trên đài Channel 3 (CH3) Thái Lan do Atichart Chumnanon và Kimberly Ann Voltemas thủ vai chính.

## Nội dung
Đây là phần đầu trong dự án lớn nhất kỷ niệm 40 năm thành lập của CH3 - "4 Huajai Haeng Koon Kao" - gồm bốn câu chuyện "Thara Himalai", "Duangjai Akkanee", "Pathapee Leh Ruk" và "Wayupak Montra". Mỗi phần có nội dung riêng biệt, nhưng gắn liền với nhau, xung quanh 4 anh em nhà Adisuanrangsan và dựa theo 4 cuốn sách cùng tên.
Bác sĩ Thipthara (Kim) – Nam là con gái út và duy nhất trong nhà gồm 4 anh em sinh tư. Gia đình cô sở hữu nông trại Adisuanrangsan và Nam có ba người anh trai tai quái. Số phận đã cho Thipthara gặp gỡ và chăm sóc Phuwanet (Aum) một bệnh nhân đẹp trai, đang được điều trị tại bệnh viện mà Nam công tác. Phuwanet gặp tai nạn và mất trí nhớ. Nam cảm thấy tội nghiệp cho hoàn cảnh của Phuwanet vì thế cô đã để Phuwanet đến làm việc ở nông trại của anh trai cô.
Nam không hề biết rằng Phuwanet chính là người thừa kế ngai vàng của một quốc gia khác. Tình yêu của họ từ từ phát triển nhưng lại vấp phải sự cản trở của Nam là Din, Lom, Fai, những người luôn bảo bọc em gái.
Tuy nhiên, sau đó quốc gia có biến nên Phuwanet khôi phục thân phận và phải lập tức trở về nước để giành lại ngai vàng và giải thoát cho vua cha. Sau đó Nam cũng quyết định bay sang Parawat để tìm và gặp lại Phuwanet. Sau khi bình loạn, Phuwanet trở lại với cương vị là thái tử của Parawat lúc này giữa Phuwanet và Nam lại nảy sinh rào vấn đề khác: ở Parawat, vẫn tồn tại chế độ đa thê và Phuwanet không thể thay đổi điều đó nên Nam quyết định quay về Thái. Làm thế nào một cô gái nước ngoài như Thipthara có thể vượt qua rào cản về phong tục của Parawat để kết hôn với người mình yêu?

## Diễn viên

### Nhân vật chính
- Atichart Chumnanon as Hoàng tử Puwanes Vasuthep Srivasatava Rajaput/Pupen
- Kimberly Ann Voltemas as Thiptara "Nam" Adisuan
- Nadech Kugimiya as Akkanee "Fai" Adisuan
- Prin Suparat as Pathapee "Din" Adisuan
- Pakorn Chatborirak as Wayupak "Lom" Adisuan

### Nhân vật phụ
- Soravit Suboon as Dr. Nat
- Maneerat Kumoun as Preeyanuch "Pam"
- Mavin Taveepol as Rajeev
- Adisorn Athakrit as Varun
- Noppon Gomarachun as Prime Minister Shadul
- Kriengkrai Oonhanun as Vua Vasuthep
- Thitima Sanghapitak as Hoàng hậu
- Thongkao Pattarachokchai
- Santisuk Promsiri as Montree Adisuan
- Jintara Sukapat as Supansa Adisuan

### Xuất hiện đặc biệt
- Urassaya Sperbund as Jeed

## Rating
| Tập         | Rating |
| ----------- | ------ |
| 1           | 7.8    |
| 2           | 7.5    |
| 3           | 7.4    |
| 4           | 8.2    |
| 5           | 7.9    |
| 6           | 8.0    |
| 7           | 8.4    |
| 8           | 9.2    |
| 9           | 9.8    |
| 10          | 10.3   |
| Trung bình: | 8.45   |

## Ca khúc nhạc phim
- ให้รักเดินทางมาเจอกัน / Hai Rak Dern Tang Ma Jer Gun - Da Endorphine
- ความรักเปลี่ยนแปลงฉัน / Kwarn Rak Plien Plang Chun - Narongvit Techathanavat

## Giải thưởng
| Television | Television | Television                     | Television            | Television |
| ---------- | ---------- | ------------------------------ | --------------------- | ---------- |
| Year       | Award      | Category                       | Actor/Actress         | Result     |
| 2010       | Top Awards | Best Lakorn                    | None                  | Đề cử      |
| 2010       | Top Awards | Best Actor in a Lakorn         | Atichart Chumnanon    | Đề cử      |
| 2010       | Top Awards | Best New Rising Female Actress | Kimberly Ann Voltemas | Đề cử      |